# Landschap met molen bij Schiedam
Landschap met molen bij Schiedam is een olieverfschilderij van de Nederlandse schilder Jan Hendrik Weissenbruch. Het schilderij is in 1873 geschilderd en datzelfde jaar geschonken door de Vereeniging van Voorstanders der Schoone Kunst aan het Museum Boijmans Van Beuningen waar het zich tot op heden in de collectie bevindt.

## Voorstelling
Het schilderij toont een typisch Nederlands polderlandschap nabij Schiedam in impressionistische stijl. De molen op het schilderij heeft daadwerkelijk bestaan en stond in de Nieuwlandse Polder. De molen is uiteindelijk door de Nieuwlandsche molen vervangen in verband met de aanleg van de Hoekse Lijn.
Weissenbruch heeft met blauwe en grijze tinten het veranderde weer geschilderd. Linksonder lijkt er grijze bewolking op te komen zetten. Op de voorgrond in het groene gras zijn diverse runderen afgebeeld en voor de molen is een persoon, vermoedelijk de molenaar afgebeeld.